# Олимпијски парк (Лондон)
Олимпијски парк (енгл. Olympic Park) је спортски комплекс у Лондону (Уједињено Краљевство) изграђен за потребе Летњих олимпијских игара 2012. године. Налази се у источном делу Лондона, у четврти Стратфорд. Поред спортских борилишта у оквиру Олимпијског парка налази се и Олимпијско село.
Након игара цео комплекс ће бити преименован у Олимпијски парк краљице Елизабете (енгл. Queen Elizabeth Olympic Park) у част шездесете годишњице од крунисања британске краљице Елизабете II.

## Положај
Лондонски олимпијски парк смештен је у источном делу града (познат као Ист Енд) и обухвата четврти Стратфорд, Бов, Лејтон и Хоумертон. Поштански код је Е20. Парк се налази на координатама 51° 32′ 46.14″ N 0° 00′ 45.68″ W / 51.5461500° С; 0.0126889° З

## Спортски објекти
У оквиру Олимпијског парка поред Олимпијског села налази се и још 7 олимпијских борилишта, укључујући и централни Олимпијски стадион на коме ће се одржати церемоније отварања и затварања Олимпијских игара.
- Олимпијски стадион
- Центар за водене спортове
- Кошаркашка арена
- Копер бокс
- Велопарк
- Ривербанк арена
- Ватерполо арена